# Baliangao
Baliangao é um município de  quinta classe de renda municipal (d) na província Misamis Ocidental, nas Filipinas. De acordo com o censo de 1 de maio  de  2020 possui uma população de 18 433 pessoas e 4 861 domicílios.